# Martin Gregor (házenkář)
Martin Gregor (8. března 1940 Žilina – 29. března 2006 Prešov ) byl československý házenkář a zlatý medailista z mistrovství světa v házené ve Švédsku v roce 1967. Pracoval jako vysokoškolský pedagog na katedře tělesné výchovy Univerzity Pavla Jozefa Šafárika v Prešově.

## Kariéra
Hráčskou kariéru začínal v týmu Spartak Bytča. Během vojny působil jednu sezonu v týmu Dukla Praha (v roce 1963 s ním získal titul mistra republiky a Pohár mistrů evropských zemí.) Později přestoupil do týmu Tatran Prešov, se kterým slavil ligový mistrovský titul dvakrát (1969 a 1971).
Po ukončení hráčské kariéry se uchytil jako trenér. V letech 1986 a 1987 dovedl k vítězství ženský tým ZVL Prešov. Dalšího úspěchu se dočkal v roce 1993, kdy pod jeho vedením získal Tatran Prešov federální titul. Později převzal vedení mužského slovenského národního týmu. V roce 2001 trénoval tým ŠKP Sečovce. Začátkem roku 2005 začal působit jako trenér slovenského reprezentačního družstva žen. Kvůli nemoci však post po pěti měsících složil.